# Robert Milewicz
Robert Milewicz – polski bokser amatorski, mistrz Polski w kategorii lekkopółśredniej (1993), reprezentant Polski na mistrzostwach Europy Juniorów 1990 w Uściu nad Łabą. Podczas swojej kariery amatorskiej reprezentował barwy klubu Olimpia Poznań.

## Kariera amatorska
W lipcu 1989 zajął trzecie miejsce na odbywających się w Ostrowcu Świętokrzyskim mistrzostw Polski juniorów. W 1990 roku rywalizował na mistrzostwach Europy juniorów w kategorii lekkiej. Na turnieju pokonał w swojej pierwszej walce reprezentanta Szwecji Zoltana Sarossa. W ćwierćfinale przegrał z Niemcem Jensem Hildebrandtem, odpadając z turnieju.
Trzykrotnie rywalizował na mistrzostwach Polski seniorów w roku 1992, 1993 oraz 1994. W swoim drugim starcie w roku 1993, Milewicz zdobył mistrzostwo Polski w kategorii lekkopółśredniej, pokonując w finale Dariusza Snarskiego.

### Inne rezultaty
- Grand Prix Tournament, Uście nad Łabą, 1995 – II miejsce[6]
- Trofeo Italia, Wenecja, 1994 – 1/8 finału[7]